# J. Parnell Thomas

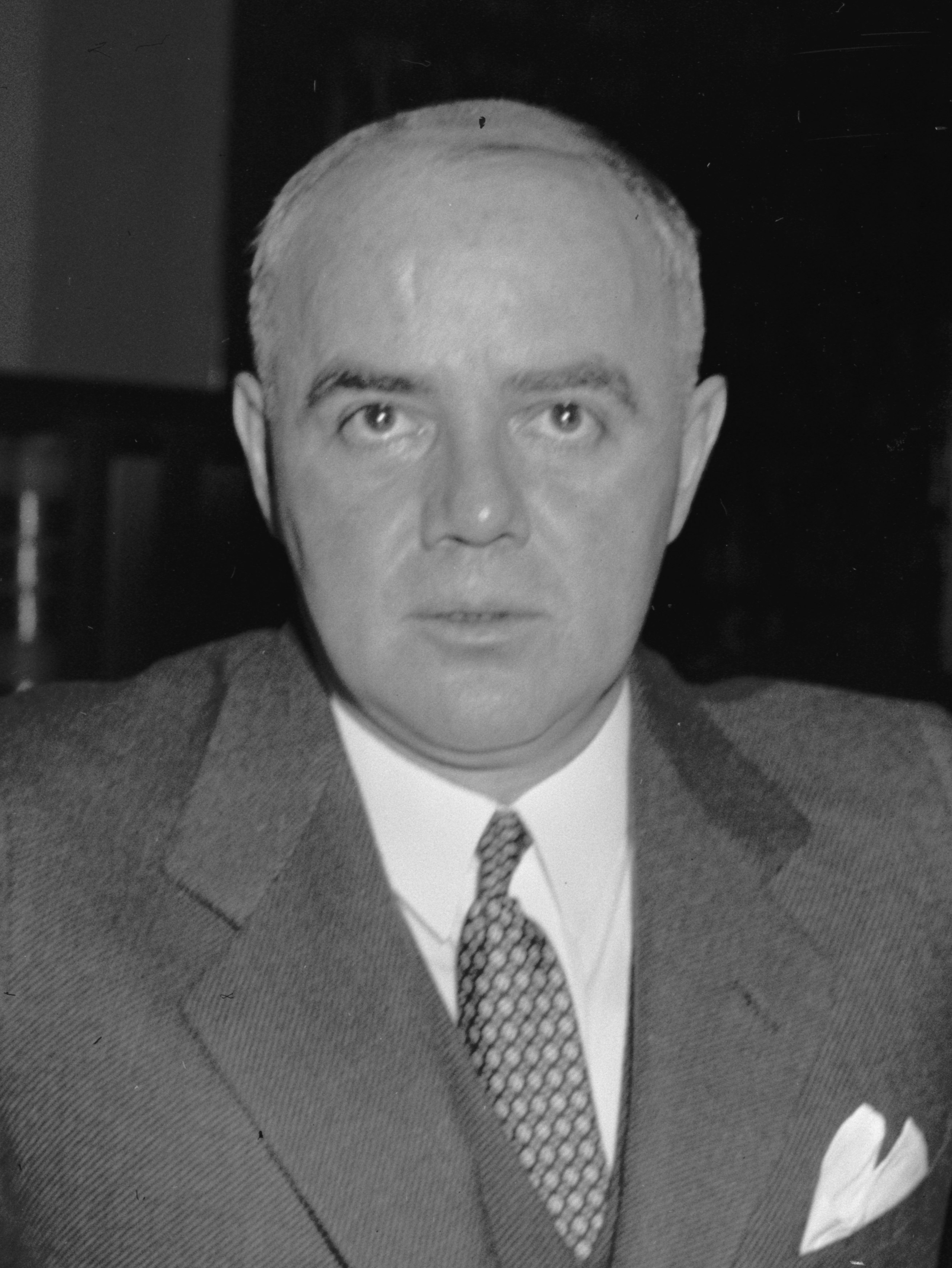
J. Parnell Thomas (1939)

John Parnell Thomas (* 16. Januar 1895 in Jersey City, New Jersey; † 19. November 1970 in Saint Petersburg, Florida) war ein US-amerikanischer Politiker. Zwischen 1937 und 1950 vertrat er den Bundesstaat New Jersey im US-Repräsentantenhaus.

## Werdegang
J. Parnell Thomas besuchte die öffentlichen Schulen in Allendale und danach die High School in Ridgewood. Anschließend studierte er an der University of Pennsylvania in Philadelphia. Während des Ersten Weltkrieges diente er zwischen 1917 und 1919 in Europa in der United States Army. Dabei stieg er bis zum Hauptmann auf. Von 1920 bis 1938 arbeitete Thomas in der Investmentbranche. Seit 1938 war er auch im Versicherungsgeschäft in New York City tätig. Ferner begann er als Mitglied der Republikanischen Partei eine politische Laufbahn. Im Jahr 1925 war er Stadtrat in Allendale; von 1926 bis 1930 amtierte er als Bürgermeister dieser Stadt.
Von 1935 bis 1937 saß Thomas als Abgeordneter in der New Jersey General Assembly. Bei den Kongresswahlen des Jahres 1936 wurde er im siebten Wahlbezirk von New Jersey in das US-Repräsentantenhaus in Washington, D.C. gewählt, wo er am 3. Januar 1937 die Nachfolge von Randolph Perkins antrat. Nach sechs Wiederwahlen konnte er bis zu seinem Rücktritt am 2. Januar 1950 im Kongress verbleiben. Während seiner Zeit im Kongress wurden dort bis 1941 noch einige der New-Deal-Gesetze der Bundesregierung unter Präsident Franklin D. Roosevelt verabschiedet. Seit 1941 war auch die Arbeit des Kongresses von den Ereignissen des Zweiten Weltkrieges und dessen Folgen geprägt. Politisch galt Thomas als sehr konservativ. Zwischen 1947 und 1949 führte er den Vorsitz im Komitee für unamerikanische Umtriebe. Unter seiner Leitung wurden zahlreiche Personen wegen vermeintlicher kommunistischer Aktivitäten durch den Ausschuss verhört.
Thomas' Rücktritt erfolgte nach einem Korruptionsskandal, in dem ihm unter anderem Betrug und Begünstigung vorgeworfen wurden. Das führte zu einer 18-monatigen Gefängnisstrafe, die er in Danbury verbüßte. Zur selben Zeit saßen dort auch Lester Cole und Ring Lardner junior ein, die als Mitglied der Hollywood Ten die Kooperation mit Thomas' Ausschuss verweigert hatten und deshalb zu Haftstrafen verurteilt worden waren. Nach seiner Entlassung aus dem Gefängnis gab er zwischen 1951 und 1955 drei Wochenzeitungen im Bergen County heraus. Im Jahr 1954 strebte er erfolglos die erneute Nominierung seiner Partei für die Kongresswahlen an. Ansonsten arbeitete er wieder in der Investmentbranche. Parnell Thomas starb am 19. November 1970 in Saint Petersburg.